# Trastorno de ansiedad por separación
El trastorno de ansiedad por separación (TAS) es una condición psicológica, clasificada dentro del espectro de los trastornos de ansiedad, en el cual un individuo presenta una excesiva ansiedad acerca de la separación del hogar o de la gente hacia quienes tiene una fuerte relación de apego, tal como la madre o el padre; asimismo puede presentarse ansiedad excesiva acerca del daño hacia figuras de apego y eventos que puedan llevar a la pérdida o a la separación de dichas figuras.
Presente en todos los grupos etarios, el trastorno por separación es más común en adultos (aproximadamente 7% de la población) que en niños (un 4% de la población aproximadamente).

## Síntomas
La ansiedad de separación se caracteriza por los siguientes síntomas:
- Signos de estrés al ser separado del sujeto motivo del apego (tal como un otro significativo, padre u hogar).
- Preocupación persistente y excesiva acerca de perder al sujeto motivo del apego
- Preocupación persistente y excesiva acerca de que algún evento implique la separación de un sujeto motivo de un apego importante
- Temor excesivo a estar solo sin el sujeto motivo del apego
- Renuencia o rechazo a dormir sin que esté cerca un sujeto motivo del apego
- Pesadilla recurrente acerca de la separación

A menudo el trastorno por ansiedad de separación es un síntoma de una condición comórbida. Existen estudios que muestran que los niños y niñas que sufren del TAS tienen mayores probabilidades de tener TDAH, trastorno  bipolar, trastorno de pánico y otros desórdenes luego en la vida.

## Desorden de ansiedad por separación VS Ansiedad por separación
Este desorden de ansiedad por separación no debe ser confundido con la ansiedad por separación, la cual ocurre como "un estadio normal del desarrollo de infantes sanos y seguros" La ansiedad de separación ocurre al comprender el infante que es una persona separada de su cuidador. A su vez, el concepto permanencia de los objetos emerge, al comprender que estos no dejan de existir al no ser vistos o escuchados. Al empezar a comprender que pueden ser separados de su cuidador primario, no entienden que el cuidador ha de regresar, ni tampoco poseen un concepto del tiempo. Esto produce una reacción enteramente normal, cuya aparición se da alrededor de los ocho meses y aumenta hasta los 11-15 meses de edad, cuando comienza a declinar.

## Clasificación nosológica internacional
| DSM-V:  | 309.21 | Trastorno de ansiedad por separación |
| CIE-10: | F93.0  | Trastorno de ansiedad por separación |